# Esperanza López Mateos
Esperanza López Mateos (Ciudad de México, 8 de enero de 1907-ibid., 19 de septiembre de 1951) fue una traductora, activista política, sindicalista y alpinista mexicana. Tradujo varias novelas de B. Traven y fue su agente literaria en América Latina de 1941 a 1951. Fue hermana de Adolfo López Mateos y cuñada del cinefotógrafo Gabriel Figueroa. Participó en la huelga de los mineros de Nueva Rosita (1950-1951) y trabajó con Vicente Lombardo Toledano; juntos apoyaron a muchos exiliados judíos que huían de las guerras europeas y buscaban refugio en México.

## Nacimiento y primeros años
Nació en la Ciudad de México el 8 de enero de 1907. Se conserva su fe de bautismo, fechada el 19 de enero de 1907 en San Cosme, Distrito Federal, según la cual la niña María Esperanza Adolfina Mateos es hija natural de Elena Mateos. No se menciona el nombre del padre. Estos datos coinciden con los de su acta de nacimiento, en la que su nombre figura solo como Esperanza Mateos, hija natural de Elena Mateos. La fe de bautismo de su medio hermano Rafael Fernando López Mateos, nacido el 12 de marzo de 1904, señala que en esa fecha Elena Mateos era viuda y que Rafael Fernando era hijo de su finado esposo, Mariano Gerardo López; las actas del registro civil revelan que ese día sucedieron tanto la muerte de padre como el nacimiento del niño, que murió un año después, el 27 de abril de 1905. Regina Santiago sostiene que el padre de Esperanza y de su hermano menor, Adolfo, fue Gonzalo de Murga.  De cualquier manera, Esperanza y Adolfo tomaron el apellido del difunto esposo de Elena, Mariano López. Este matrimonio había tenido dos hijos mayores, Mariano (n. 1900) y Elena (n.  ). La mejor fuente sobre su nacimiento y el de su hermano menor, Adolfo López Mateos, es el artículo de Javier Sanchiz Ruiz y Juan Gómez Gallardo Latapí.
El nacimiento ilegítimo de Esperanza dio origen a muchas leyendas destinadas a proteger la reputación de Elena y de sus dos hijos menores, Esperanza y Adolfo. Según una anécdota narrada por Gabriel Figueroa en sus Memorias, el español Gonzalo de Murga tuvo una hija con una aristócrata inglesa de quien se separó; más tarde encomendó esa niña a Elena Mateos, quien la llamó Esperanza.
Los niños crecieron en estrecho contacto con sus primos, los hermanos Gabriel y Roberto Figueroa Mateos. En 1934 Esperanza se casó con Roberto Figueroa. En su juventud, tanto ella como su hermano Adolfo participaron en el movimiento vasconcelista, que tuvo lugar en 1929. Desde muy jóvenes Esperanza y Adolfo se aficionaron al alpinismo. En el Iztaccíhuatl existe un refugio alpino que lleva el nombre de Esperanza.
Esperanza estudió enfermería y también fue taquígrafa parlamentaria. Desempeñó muchos trabajos distintos, pero durante los años treinta entró a trabajar a la Secretaría de Educación Pública. Ahí conoció a muchos intelectuales de origen alemán que habían llegado a México huyendo de los nazis, así como a intelectuales mexicanos que buscaban transformar la educación para contrarrestar el poder de la Iglesia católica. También conoció a Vicente Lombardo Toledano, con quien colaboró durante muchos años. Entre abril y junio de 1938 se celebraron en Bellas Artes las Jornadas organizadas por la Liga pro-Cultura Alemana en México, de tendencia antinazi; Esperanza transcribió taquigráficamente las conferencias.

## Traducciones
El 8 de agosto de 1939, Esperanza escribió una carta a Alfred A. Knopf, editor de la obra de B. Traven en inglés, para solicitar los derechos de dos novelas de Traven (Bridge in the Forest and Hanged's Revolt) para hacer las películas. Aunque en el primer momento Traven se negó, Esperanza insistió y le envió su traducción de Puente en la selva, para persuadirlo. Traven quedó muy complacido y la nombró su representante para América Latina. Durante años los derechos de autor de sus libros estuvieron a nombre de Esperanza y de Josef Wieder. Desde ese momento Esperanza trabajó como secretaria, traductora y agente de Traven.
En 1941 apareció Puente en la selva, publicada por A. P. Márquez, la primera traducción autorizada de Traven al español, realizada por Esperanza López Mateos. En los años siguientes tradujo del inglés al español, también de B. Traven:
- El tesoro de Sierra Madre (1946)
- Una canasta de cuentos mexicanos (1946)
- La carreta (1949)
- La rebelión de los colgados (1950)
- El barco de la muerte (1950)
- Gobierno (1951)
- La rosa blanca (1951)[14]

Además, durante la Segunda Guerra Mundial, tradujo algunos artículos políticos de Traven que aparecieron en distintas revistas. En 1946, el periodista Antonio Rodríguez publicó en la revista Mañana una serie de artículos donde se afirmaba que Esperanza López Mateos era la verdadera autora de las novelas de Traven. También la revista Life publicó el 10 de marzo de 1947 un breve artículo titulado "Who is Bruno Traven?", firmado por William W. Johnson, que incluye una fotografía de Esperanza y una breve entrevista con ella.

## Años de madurez

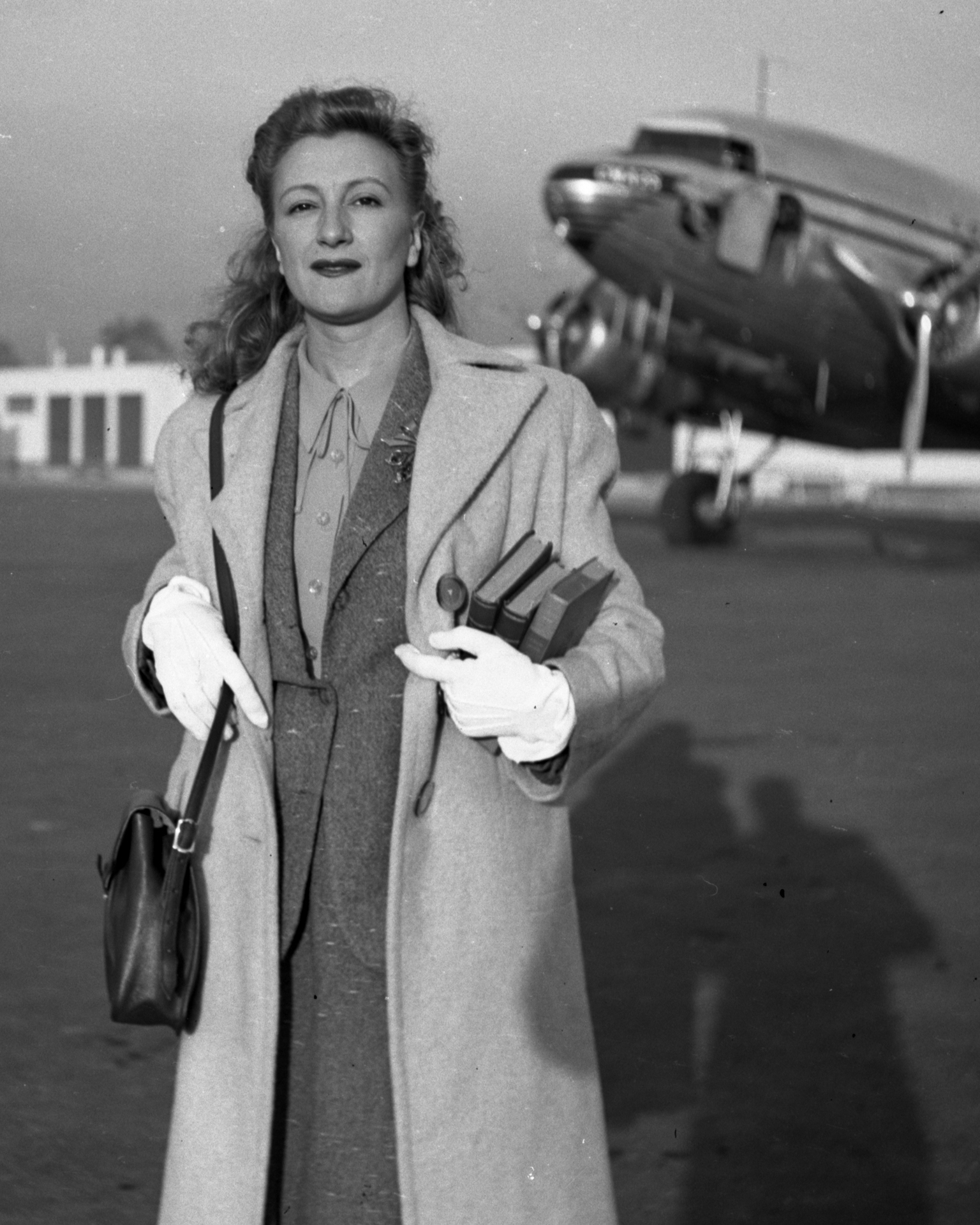
Esperanza López Mateos. Photograph by Henry Schnautz, 1946

En junio de 1941 Esperanza conoció a Henry Schnautz, uno de los guardias de Trotski, con quien sostuvo una relación amorosa. Aunque la relación fue muy conflictiva y rompieron varias veces, siguieron escribiéndose hasta la muerte de Esperanza. Henry Schnautz abandonó México en febrero de 1943.
En ese mismo año, Ediciones Tempestad, una empresa en la que fueron socios Traven y Esperanza, publicó La carta y el recuerdo, de Esperanza López Mateos.
En noviembre de 1947 viajó a Nueva York, donde se encontró con Henry Schnautz. De ahí continuó hacia Europa, viajando como representante de Traven. Estuvo en Suiza, Francia, Checoslovaquia e Italia. Se entrevistó con Josef Wieder (agente de Traven) en Zürich y visitó Davos antes de regresar a Nueva York.  Gabriel Figueroa afirma que el propósito de este viaje fue reunir fondos (sobre todo entre los judíos neoyorkinos) para armar un barco, llamado Exodus, que transportaría a un grupo de refugiados judíos a Israel. Más tarde, la comunidad judía mexicana mandó construir una escuela que lleva el nombre de Esperanza López Mateos, como gesto de agradecimiento por su trabajo a favor de los refugiados.  
En 1948 participó con Vicente Lombardo Toledano en la fundación del Partido Popular.	 	 
En junio de 1948 Esperanza inició un doloroso tratamiento de la columna para curarse de las secuelas de un accidente alpino. Fue operada, pasó diez semanas en el hospital y luego siguió en cama por varias semanas.
El 7 de agosto de 1948 Luis Spota publicó en la revista Mañana un artículo en el que identifica a Traven con Berick Traven Torsvan, dueño del Parque Cachú, en Acapulco. El entrevistado se negó a aceptar esta identificación con el escritor.

## Participación en la huelga de Nueva Rosita
El 16 de octubre de 1950 estalló la huelga de mineros de Nueva Rosita contra la Mexicana Zinc & Co., subsidiaria de la American Smelting and Refining Company (ASARCO). Poco después Esperanza viajó a Nueva Rosita para entregar los fondos reunidos por el Comité de Defensa y Solidaridad con las Huelgas Mineras, dirigido por Felipe Sánchez Acevedo, Esperanza López Mateos y Ángel Bassols Batalla en la Ciudad de México. Apenas dos días antes del estallido de la huelga Esperanza escribió a Henry Schnautz que podía caminar perfectamente; le dice que está trabajando "como un demonio para ganar el pan nuestro de cada día". En Nueva Rosita Esperanza se enfrentó con el general Pliego Garduño, comandante a cargo de la zona militarizada. Fue intimidada y obligada a abandonar Coahuila. Los mineros decidieron ir a pie hasta la Ciudad de México para exigir sus derechos y organizaron la "Marcha del Hambre", que llegó a la capital el 10 de marzo de 1951. Esperanza alojó a las mujeres en su propia casa, mientras la mayoría de los mineros se quedaron en el Deportivo 18 de Marzo. El presidente Alemán se negó a recibir a los mineros y a principios de abril la huelga fue declarada inexistente.

## Fallecimiento
El 19 de septiembre de 1951 murió Esperanza López Mateos. Su cadáver fue hallado por su esposo, Roberto Figueroa. Estaba en su recámara con un tiro en la cabeza. Como puede leerse en la entrevista realizada por Elena Poniatowska a la familia de Gabriel Figueroa, ellos sostienen que se trató de un suicidio causado por los padecimientos que sufría Esperanza a raíz del accidente. No obstante, cuentan también que, según el médico que atendía a Esperanza y preparó el certificado de defunción, José Álvarez Amézquita,  el tiro estaba en la nuca; el médico se hace eco de los rumores que sospecharon que Esperanza había sido asesinada, como algunos líderes de la huelga de los mineros. El acta de defunción solo menciona como causa de la muerte "herida producida por proyectil de arma de fuego". 

## Libros sobre Esperanza López Mateos
Otra máscara de Esperanza, de Adriana González Mateos, novela basada en la vida de Esperanza López Mateos (Editorial Océano, Hotel de las Letras, 2014).[cita requerida]